# Imperatore d'Etiopia
Imperatore d'Etiopia (in ge'ez ንጉሠ ነገሥት, nəgusä nägäst, più comunemente Negus Neghesti, in italiano "Re dei Re") era il titolo che indicava il sovrano ereditario dell'Impero d'Etiopia, sino all'abolizione della monarchia nel 1975.
L'imperatore era il capo di Stato e il capo di governo, detentore ultimo del potere esecutivo, legislativo e giudiziario. Un articolo del National Geographic Magazine definì l'Etiopia imperiale «nominalmente una monarchia costituzionale, ma nei fatti una autocrazia benevola».

## Storia

### Nella dinastia Salomonide

Leone Conquistatore della Tribù di Giuda

La restaurata dinastia Salomonide, che sosteneva di discendere dagli antichi sovrani axumiti, governò quasi ininterrottamente l'Etiopia dal XIII secolo al 1974. L'usurpatore maggiormente significativo fu Cassa Hailu, che le 1855 assunse il completo controllo sull'Etiopia e che fu incoronato Teodoro II, affermando di discendere dai Salomonidi per parte femminile. Dopo la sua sconfitta e morte, un altro membro della dinastia Salomonide, Cassa Mercha, divenne Giovanni IV; tuttavia, la sua discendenza per parte femminile dai Salomonidi era ben attestata. Sahle Mariàm, che discendeva dagli imperatori salomonidi in linea maschile diretta (più giovane solo della linea di Gondar), ascese al trono imperiale dopo la morte Giovanni IV come Menelik II, ripristinando quindi la tradizionale linea di successione maschile salomonide.
I più famosi imperatori post-Teodoriani furono Giovanni IV, Menelik II e Hailé Selassié. L'imperatore Menelik II conseguì un'importante vittoria militare contro gli italiani nel marzo 1896 nella battaglia di Adua. Menelik perse però l'Eritrea in favore dell'Italia e il Gibuti in favore della Francia. Dopo Menelik, tutti gli imperatori furono salomonidi per parte femminile. La linea maschile, attraverso i discendenti del cugino di Menelik Taye Gulilat, esisteva ancora, ma era stata ampiamente messa da parte a causa del disgusto personale di Menelik per questo ramo della sua famiglia. I successori salomonidi di Menelik governarono l'Etiopia sino al colpo di Stato militare del 1974.

### Durante la colonizzazione italiana

Stemma dell'Africa Orientale Italiana

Il 3 ottobre 1935, durante il regno di Hailé Selassié, il Regno d'Italia attaccò l'Etiopia. Nonostante le sanzioni economiche inflitte dalla Società delle Nazioni, l'esercito italiano, utilizzando in alcuni casi anche armi chimiche, sconfisse la resistenza delle forze armate etiopi ed entrò nella capitale Addis Abeba il 5 maggio 1936, tre giorni dopo la partenza per l'esilio di Hailé Selassié. 
Il 9 maggio il primo ministro del paese invasore, Benito Mussolini, annunciò che il re Vittorio Emanuele III diventava "Imperatore d'Etiopia". L'Etiopia divenne quindi parte dell'Africa Orientale Italiana insieme a Eritrea e Somalia.
Vittorio Emanuele III mantenne il titolo di "Imperatore d'Etiopia" dal maggio 1936 al novembre 1943, quando rinunciò ufficialmente a questa nomina. Ossia per oltre sette anni conservò lo stemma relativo, anche se alcuni storici (come il professore dell'UNISA Epifanio Ajello) affermano che ufficialmente perse questo titolo solo nel 1947 alla firma del Trattato di Pace dopo la seconda guerra mondiale.

### Dalla seconda guerra mondiale alla costituzione del 1995
Dopo l'ingresso dell'Italia nella seconda guerra mondiale, nel 1941 le forze britanniche insieme alla resistenza etiope, che non si era mai arresa continuando a combattere nelle campagne del Paese durante i cinque anni di dominio italiano, con la Campagna dell'Africa Orientale Italiana riuscirono a riconquistare l'Impero. Hailé Selassié rientrò ad Addis Abeba il 5 maggio 1941 e fu ufficialmente reintegrato al trono nel 1942, seppur per alcuni anni limitato nei poteri in base al trattato anglo-etiope di quello stesso anno. Vittorio Emanuele III rinunciò ufficialmente al titolo di Imperatore nel 1943.
Sia la carica di imperatore che la linea di successione al trono d'Etiopia furono rigorosamente definiti nelle due costituzioni adottate durante il regno di Hailé Selassié: quella del 16 luglio 1931 e quella riveduta del novembre 1955.
L'ultimo monarca salomonide a regnare in Etiopia fu Amhà Selassié, figlio di Hailé Selassié, al quale venne offerto il titolo di "Re" d'Etiopia dal Derg, dopo la deposizione di suo padre, il 12 settembre 1974. Quando Amhà Selassié, diffidente, rifiutò di tornare in Etiopia per governare, il Derg annunciò che la monarchia era decaduta il 21 marzo 1975. Nel mese di aprile del 1989, Amhà Selassié venne proclamato imperatore in esilio a Londra, con la sua successione retrodatata alla data della morte di Hailé Selassié nell'agosto del 1975, invece della sua deposizione nel settembre del 1974. Nel 1993 un gruppo chiamato "Consiglio della Corona d'Etiopia", che comprende numerosi discendenti di Hailé Selassié, sostenne che il titolo di Negus Neghesti era ancora esistente e che era il legittimo capo dell'Etiopia. La Costituzione dell'Etiopia del 1995 confermò l'abolizione dell'impero.

## Titolo e trattamento

Stendardo imperiale di Hailé Selassié (dritto) con il Leone di Giuda.

Stendardo imperiale di Hailé Selassié (rovescio) con San Giorgio che uccide il drago.

Il titolo di "Re dei Re", spesso tradotto imprecisamente in italiano "Imperatore", risale all'epoca dell'antica Mesopotamia, ma venne usato ad Axum dal re Sembrouthes (ca. 451 d.C.). In ogni caso, lo storico Yuri Kobishchanov fa risalire questo uso al periodo seguente la vittoria dei Persiani sui Romani nel 296-297. Il suo uso, almeno dal regno di Yekuno Amlak in poi, fece in modo che sia i funzionari subordinati che i governanti tributari, in particolare i governatori vassalli di Goggiam (che nel 1690 era dodicesimo nel protocollo degli Stati non dinastici), di Uolleggà, delle province costiere e più tardi di Scioa, ricevettero il titolo onorifico di nəgus, la parola per "re".
La consorte dell'imperatore era chiamata ətege. L'imperatrice Zauditù usò invece la forma femminile nəgəstä nägäst ("Regina dei Re") per dimostrare che regnava per proprio diritto e non usò il titolo di ətege.

## La successione
Alla morte del sovrano la successione al trono poteva essere reclamata da qualsiasi parente maschio con un legame di sangue con l'imperatore: figli, fratelli, zii o cugini. La primogenitura era preferita, ma non sempre applicata. Di conseguenza ci furono due fasi: la prima, impiegata occasionalmente prima del XX secolo, era di imprigionare tutti i possibili rivali dell'imperatore in un luogo sicuro, per limitare drasticamente la possibilità che minassero la stabilità dell'impero con rivolte o che contestassero la successione dell'erede apparente; la seconda, impiegata con sempre maggiore frequenza, prevedeva la selezione del nuovo imperatore da un consiglio di alti funzionari, sia laici che religiosi.
Le tradizioni etiopiche non concordano sull'inizio dell'usanza di imprigionare i rivali su una Montagna dei Principi. Una tradizione fa risalire questa pratica al re Zaguè Yemrehana Cristòs, che si narra avesse ricevuto l'idea in sogno; lo storico Tadesse Tamrat scredita questa tradizione, sostenendo che i dati sulla dinastia Zaguè rivelano troppe successioni contrastate. Un'altra tradizione, analizzata da Thomas Pakenham, afferma che tale pratica precedette la dinastia Zaguè, e che venne impiegata la prima volta a Debre Damo, che venne conquistato dalla regina Gudit nel X secolo, che vi fece isolare 200 principi sino alla loro morte; in ogni caso, Pakenham rileva che l'abate di Debre Damo, interrogato sulla questione, affermò di non conoscere tale storia. Taddesse Tamrat sostiene che tale pratica ebbe inizio durante il regno di Wedem Arad, in seguito alle lotte di successione che lui ritiene essere la verità dietro la serie di brevi regni dei figli di Iagbea Siòn. Un approccio costruttivista afferma che la tradizione venne usata occasionalmente, talora indebolita o decaduta, e che venne talvolta riutilizzata a pieno effetto dopo alcune sfortunate controversie. Lo stesso approccio afferma che la pratica inizi in tempi immemorabili, dato che l'usanza etiope permetteva a tutti gli agnati di succedere al governo delle terre della monarchia, a patto di non frammentare il regno.
Questi potenziali rivali vennero inizialmente imprigionati sull'Amba Geshen, sino a quando Ahmed Gragn non conquistò e distrusse tale sito e, in seguito, dal regno di Fāsiladas fino alla metà del XVIII secolo, sul Wehni. Si dice che queste prigioni di montagna reali siano state di ispirazione per Rasselas, breve storia di Samuel Johnson.
Nonostante l'imperatore avesse in teoria potere illimitato sui propri sudditi, i suoi consiglieri ricoprirono un ruolo sempre più importante nel governo dell'Etiopia, perché a molti sovrani succedettero bambini o anche principi incarcerati, i quali potevano lasciare la propria prigione con successo solamente con ausilio esterno. Di conseguenza, verso la metà del XVIII secolo, gran parte del potere dell'imperatore era stato trasferito a membri della sua corte, come Ras Mikael Sehul di Tigrè, che detenne l'effettivo potere nell'impero e che elevò e depose imperatori a piacimento durante la loro lotta per il controllo dell'intero regno.

## Ideologia
Gli imperatori d'Etiopia derivavano il proprio diritto a governare da due pretese dinastiche: la loro discendenza dai re di Axum e la loro discendenza da Menelik I, figlio di Salomone e di Makeda, regina di Saba.
La pretesa della loro discendenza dai re di Axum deriva dalla pretesa di Iecuno Amlàc di essere discendente di Dil Na'od, attraverso suo padre. Tale pretesa al trono venne anche sostenuta dal suo matrimonio con la figlia dell'ultimo re Zaguè, da lui stesso ucciso in battaglia, nonostante gli etiopi non riconoscessero normalmente la discendenza per parte femminile.
La pretesa di discendere da Menelik I si basa invece sull'affermazione che anche i re di Axum fossero di Menelik I; la definitiva e meglio nota formulazione di ciò è presente nel Kebra Nagast. Mentre le informazioni sopravvissute di questi re non riescono a fare luce sulle loro origini, questa affermazione genealogica compare per la prima volta nel X secolo, ad opera di uno storico arabo. Le interpretazioni di questa pretesa variano notevolmente. Alcuni, tra cui molti etiopi, la accettano come un fatto evidente. All'estremo opposto molti, specialmente non etiopi, la classificano come propaganda, un tentativo di connettere la legittimità dello Stato alla Chiesa ortodossa etiope. Alcuni studiosi assumono un approccio più moderato, tentando di trovare un collegamento tra Axum e il regno sud-arabo di Saba, o tra Axum e il regno di Giuda prima dell'esilio. A causa della mancanza di dati e fonti adeguate, non è possibile attualmente determinare una teoria maggiormente probabile.